# Ri Se-gwang (Eishockeyspieler)
Ri Se-gwang (* 1. Juli 1988) ist ein nordkoreanischer Eishockeyspieler.

## Karriere
Ri Se-gwang debütierte bereits als 18-Jähriger bei den Winter-Asienspielen 2007 in der nordkoreanischen Nationalmannschaft, als die Nordkoreaner den fünften Platz unter elf Mannschaften belegten. Anschließend spielte er bei der Weltmeisterschaft 2008 in der Division III und schaffte ungeschlagen den Aufstieg in die Division II, die sich dann aber als zu stark erwies: Zwar wurde 2009 gegen Israel (1:2) und Island (2:3) nur mit jeweils einem Tor Unterschied verloren, aber schlussendlich standen für Ri und sein Kollektiv fünf Niederlagen aus fünf Spielen und damit der Abstieg zu Buche. So musste bei der 2010 ein neuer Anlauf in der Division III unternommen werden und erneut – diesmal durch einen 5:2-Finalsieg über Armenien – gelang der sofortige Wiederaufstieg. Aber die Nordkoreaner verzichteten bei der Weltmeisterschaft 2011 aus finanziellen Gründen auf einen Start. So ging es erneut hinunter in die Division III. Doch nun scheiterten die Mannen aus Koreas Norden jeweils an den Gastgebern: 2012 reichte es nur zu Platz zwei hinter der Türkei, ein Jahr später waren die Südafrikaner stärker. Auch 2014 langte es – nun hinter Bulgarien – nur zu Platz zwei, 2015 nahm Ri mit den Nordkoreanern beim Turnier in Izmir einen erneuten Anlauf Richtung Aufstieg. Dieses Mal gelang durch einen 4:3-Erfolg nach Verlängerung gegen die gastgebenden Türken der Sprung in die Division II. Bei der Weltmeisterschaft 2019 spielte er dann in der Division II. 
Auf Vereinsebene spielt Ri für Taesongsan in der nordkoreanischen Eishockeyliga.

## Erfolge und Auszeichnungen
- 2008 Aufstieg in die Division II bei der Weltmeisterschaft der Division III
- 2010 Aufstieg in die Division II bei der Weltmeisterschaft der Division III, Gruppe B
- 2015 Aufstieg in die Division II, Gruppe B, bei der Weltmeisterschaft der Division III